# 1905年移交法
《1905年移交法》（英語：Transfer Act of 1905，33 Stat. 628）将美国的森林保护区从内政部土地资源办公室转移到了农业部森林局。
1905年2月1日，国家森林保护区从内政部转移到了农业部的麾下，吉福德·平绍成为农业部国家森林局的负责人。该移交转移了63 × 106英畝（250,000平方）的森林保护区，以及五百多名雇员。该法是美国通过的首部森林法，将国家森林保护区从休闲用变为以发展经济为主，并使用更为科学的管理方式。1905年3月，林业部（Division of Forestry）更名为国家森林局。